# Peder Skram

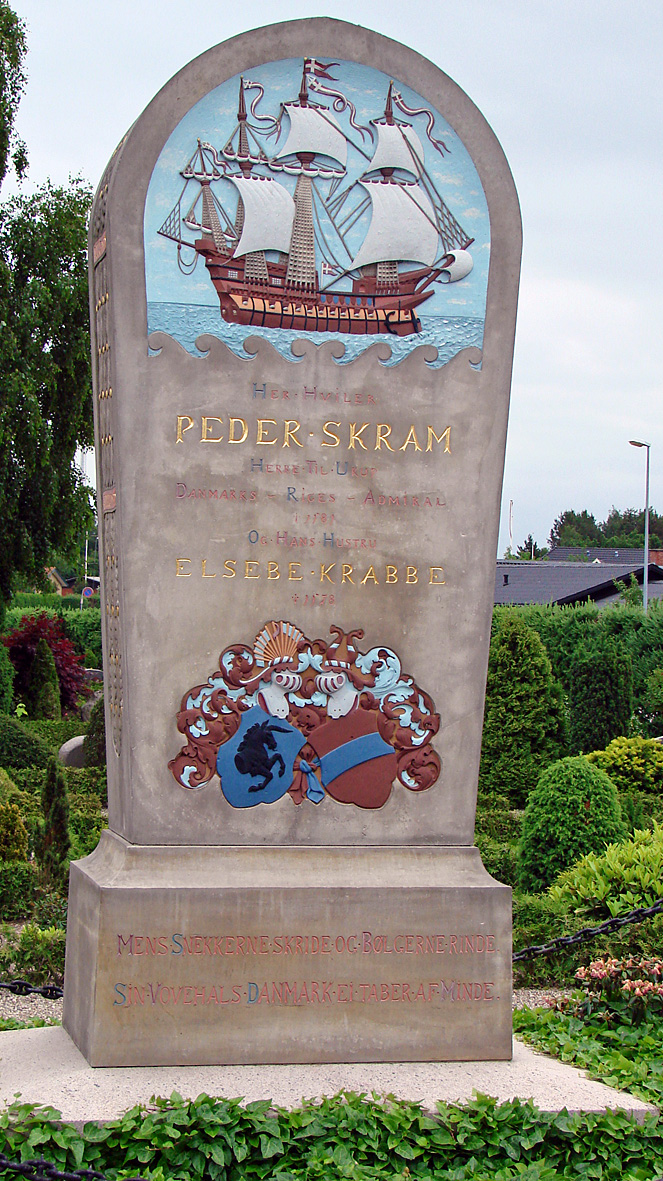
Monumento a Peder Skram en la iglesia de Østbirk

Peder Skram (fallecido el 11 de julio de 1581) fue un almirante danés al que se describió como un héroe naval. 

## Biografía
Skram nació entre 1491 y 1503 en la finca de su padre, en Urup, cerca de Horsens, en Jutlandia (Dinamarca). Participó en el servicio militar durante la Guerra de Liberación de Suecia al servicio del rey Cristián II. Participó por primera vez en la guerra sueca en la batalla de Brännkyrka en 1518. En 1521, durante la batalla de Uppsala, impidió la captura del noble danés Mogens Gyldenstierne. Por sus servicios en esta guerra fue recompensado con una finca, donde se estableció durante un tiempo con su joven consorte, Elsebe Krabbe, hija del noble Tyge Krabbe (ca. 1474-1541).   
Durante la Guerra del Conde, Skram fue enviado por el gobierno danés para ayudar a Gustavo Vasa, que entonces estaba alianza con Cristián III contra los partisanos de Cristián II, a organizar la inexperta flota sueca. Aunque este punto sigue siendo oscuro, parece que Skram compartió el mando principal con el almirante sueco Mans Some. Skram obstaculizó enormemente los movimientos de las flotas hanseáticas que luchaban del lado de Cristián II: capturó una escuadra entera de Lübeck frente a Svendborg e impidió el ataque de Lübeck a Copenhague. Sin embargo, la incurable desconfianza de Gustavo Vasa minimizó los éxitos de las flotas aliadas a lo largo de 1535. Cristián III recompensó ampliamente los servicios de Skram, que fue nombrado caballero en su coronación, se le concedió un puesto en el Consejo de Estado y se le dotó de amplias propiedades. 
En 1555, al sentirse demasiado enfermo para hacerse a la mar, renunció a su puesto de almirante; pero cuando, siete años más tarde, estalló la Guerra de los Siete Años escandinava y el nuevo rey, Federico II, le ofreció el mando principal, aceptó. Con una gran flota, zarpó en agosto de 1562 y obligó al almirante sueco a refugiarse tras las Skerries, tras un combate exitoso frente a la costa de Gotland. Sin embargo, este fue su único logro y a finales de año fue sustituido por el almirante Herluf Trolle.
Skram luego se retiró del servicio activo a su propiedad en Laholm en Halland, que fue sitiada dos veces (1565-1568) sin éxito por los suecos y murió en Urup el 11 de julio de 1581. Está enterrado en la iglesia de Østbirk, que en su día formaba parte de la finca Urup en Horsens.   

## Otras fuentes
- Briand de Crèvecoeur, Emmanuel (1950) Peder Skram, Danmarks Vovehals (København :Gyldendal)

 Este artículo incorpora texto de una publicación sin restricciones conocidas de derecho de autor:  Bain, Robert Nisbet (1910-1911). «Skram, Peder».  En Chisholm, Hugh, ed. Encyclopædia Britannica. A Dictionary of Arts, Sciences, Literature, and General information (en inglés) (11.ª edición). Encyclopædia Britannica, Inc.; actualmente en dominio público.